# Трета атака на Плевен
Вижте пояснителната страница за други значения на Плевен.
Третата атака на Плевен е етап от развитието на Руско-турска война (1877–1878) и последният най-кръвопролитен опит за превземането на Плевен. Проведена е през периода 26 – 31 август (7 – 12 септември) 1877 г. и завършва с неуспех за руските войски.

## Предистория
На 7 – 8 юли и 18 юли 1877 г., с цената на огромни жертви, руските войски провеждат два неуспешни щурма на Плевен. От своя страна на 19 август Осман паша предприема излизане от града с войските си и напада руските редути при селата Пелишат и Згалево. Опитът му да премине в настъпление е неуспешен и като понеся големи загуби е отблъснат обратно в Плевен.
На 20 – 23 август под командването на генерал-мойор княз Александър Имеретински силен руски отряд води битка за Ловеч и го освобождава. Прекъсната е важна снабдителна връзка на армията на Осман паша.

## Подготовка на османските войски
За времето между втория и третия щурм, Осман паша увеличава войските си и те достигат 49 табора. Общия състав е от 29 400 офицери и войници, 1500 кавалеристи, 60 полеви оръдия и 1500 черкези]. Руското командване няма вярна представа за числеността на войските му и ги изчислява на 110 – 130 табора със 120 – 150 оръдия – т.е. два пъти повече от действителния им брой.
Османското командване очаква предстоящата атака и укрепява заетите вече отбранителни позиции. Северният им фронт е най-дълъг и е на линията село Опанец – Янък баир-възвишенията при селоГривица. На Опанския баир са построени две редута с батарея, по билото на Янък баир – редутите „Сюлейман паша“ и „Хайри бей“, а при с. Гривица редутите „Канлъ табия“ и „Баш табия“. Източният фронт, между Гривицките височини и село Тученица, е изграден от две отбранителни линии. Първата включва редутите Чорум, Ибрахим бей и Омар бей, а втората – редутите Ихтият, Атуф и Араб табия. Многобройните траншеи между тях дават отлична възможност за оръжейна стрелба и отбрана.
След втората атака, османците значително усилват защитата на южния участък между селата Тученица и Къшин. Тук са редутите Абдул бей (Кованлък), Реджи бей (Исса ага), Балък баш, Юнус бей, Тал-Ат и Абдалах. На запад само едно укрепление защитава моста при река Вит и няма укрепления поради естествената защитеност на терена.

### Разположение на армията
| СЕВЕРЕН ФРОНТ          | СЕВЕРЕН ФРОНТ | СЕВЕРЕН ФРОНТ |
| ---------------------- | ------------- | ------------- |
| Редути                 | Табори        | Оръдия        |
| Опанецки табии         | 4             | 4             |
| Сюлейман паша          | 1             | 1             |
| Баш табия              | 2             | 2             |
| Гривица1               | 2             | 3             |
| Гривица2               | 2             | 4             |
| ИЗТОЧЕН ФРОНТ          |               |               |
| Редути                 | Табори        | Оръдия        |
| батарея Баш табия      | 3             | 6             |
| Чорум табия            | 2             | 2             |
| Ибрахим бей            | 2             | 4             |
| Атуф паша              | 2             | 4             |
| Араб табия             | 3             | 4             |
| ЮЖЕН ФРОНТ             |               |               |
| Редути                 | Табори        | Оръдия        |
| Омер бей               | 6             | 2             |
| траншея към Тученица   | 2             | -             |
| Юнус бей               | 1/2           | 3             |
| Тел-Ат                 | 1/2           | 1             |
| Абдалах (Милас)        | 1             | -             |
| Балък баш              | 1             | 1             |
| Кованлък (Абдул бей)   | 1             | 1             |
| Исса ага (Реджи бей)   | 1             | 1             |
| ЗАПАДЕН ФРОНТ          |               |               |
| Редути                 | Табори        | Оръдия        |
| Предмостово укрепление | 1             | 2             |
| ОБЩ РЕЗЕРВ             | 12            | 15            |
| ОБЩО                   | 49            | 60            |

## Подготовка на руските войски
Неуспехът на втората атака на Плевен убеждава руското командване, че силите им са крайно недостатъчни. За целта е задействан съюза с Румъния за съвместни действия, а със Сърбия са започнати преговори за мобилизация на нейната армия. Освен това император Александър II заповядва мобилизация на гвардейския и гренадирския корпуси, на 24-та и 26-а пехотна и на 1-ва кавалерийска дивизии – всичко 110 000 офицери и войници с 440 оръдия. Пристигането им обаче се очаква най-рано през септември – октомври и дотогава ще се разчита на наличните сили за отбрана на вече заетите позиции.
До 25 август 1877 г., край Плевен вече са съсредоточени значителни руски и румънски сили – 75 500 офицери и войници, 8600 кавалеристи и 424 оръдия като в това число са 20 обсадни оръдия. Командването е поверено на генерал-лейтенант Павел Зотов.

### Състав на армията
| Руска армия                                     | Батальони | Ескадрони | Сотни | Оръдия |
| IV армейски корпус                              | 24        | 12        | -     | 108    |
| IX армейски корпус                              | 21        | 12        | 6     | 100    |
| 2-ра пехотна дивизия                            | 12        | -         | -     | -      |
| 3-та стрелкова бригада                          | 4         | -         | -     | -      |
| 8-и Астрахански драгунски полк                  | -         | 4         | -     | -      |
| Кавказка казашка бригада                        | -         | -         | 11    | -      |
| Сборна Донска казашка бригада                   | -         | -         | 7     | -      |
| 34-ти Донски казашки полк                       | -         | -         | 4     | -      |
| 2-ра артилерийска бригада                       | -         | -         | -     | 48     |
| 3-та артилерийска бригада                       | -         | -         | -     | 24     |
| 8-а и 15-а казашка батареи                      | -         | -         | -     | 12     |
| 1/2 батарея пленени османски далекобойни оръдия | -         | -         | -     | 4      |
| обсадна артилерия                               | -         | -         | -     | 20     |
| 3-ти сапьорен батальон                          | 1         | -         | -     | -      |
| ОБЩО                                            | 62        | 28        | 28    | 316    |
| Румънска армия                                  | Батальони | Ескадрони | Сотни | Оръдия |
| 3-та пехотна дивизия                            | 12        | -         | -     | 36     |
| 4-та пехотна дивизия                            | 12        | -         | -     | 30     |
| резервна дивизия                                | 17        | -         | -     | 36     |
| бригада рошиори                                 | -         | 8         | -     | 6      |
| бригада калараши                                | -         | 20        | -     | -      |
| ескадрони жандармерия                           | -         | 2         | -     | -      |
| сапьорен батальон                               | 1         | -         | -     | -      |
| ОБЩО                                            | 42        | 30        | -     | 108    |

### План за атака
Решено е атаката да премине през два етапа. През първия ще се проведе усилена артилерийска подготовка по османските позиции с цел да се разрушат максимално вражеските укрепления и да се обезпечи действието на пехотата. Втория етап ще представлява настъпление на пехотата от три страни – от север – североизток, от изток – югоизток и от юг. За дата на основния щурм е избран 30 август, когато православието чества паметта на Свети Александър Константинополски. Така, убедени в своята победа, руските генерали смятат падането на Плевен да бъде като подарък за именния ден на император Александър II.
За да наблюдават щурма, лично пристигат император Александър II, румънският княз Карол I и великият княз Николай Николаевич.

## Ход на военните действия

### Артилерийска подготовка
Съгласно плана, артилерийската подготовка започва на 26 август със 140 оръдия. Постепенно, през следващите дни, в боя са вкарани и останалите, като на 29 август вече действат 228 оръдия. Въпреки указанията, артилерията не успява да се приближи на повечето места на 2000 метра до противника. Липсва единно ръководство на огъня както по цялата линия, така и в отделните сектори. Обстреляни са обекти, които след това не са атакувани, а други са оставени незасегнати, като впоследствие отблъскват атаките срещу тях.
Въпреки смазващото числено превъзходство в артилерията, масираният огън не дава очакваните резултати. Причините са големите разстояния, несъвършенствата на материалната част, здравината на османските укрепления, както и постоянното им поправяне. Още по-малко е влиянието му върху бойния дух на противника. Освен това лафетите на много от далекобойните оръдия се повреждат, а масираният обстрел води до недостиг на боеприпаси, като подвозът им се затруднява от падналия през предната нощ дъжд.

### Действия на десния фланг
На десния фланг са разположени 48 батальона и 118 оръдия под командването на румънския генерал Александру Чернат. Задачата им е да атакуват и овладеят османските позиции от север и североизток при село Гривица. По направлението на атаката се намират редутите „Канлъ табия“ и „Баш табия“, отстоящи на 200 м един от друг, като вторият има командно положение.
Началото е планирано за 15 часа на 30 август и ще се предхожда от артилерийска подготовка, прекъсвана на два пъти от 9 до 11 и от 13 до 15 часа. През паузите се очаква противникът да излезе от укритията за поправка на щетите, като подновяването на огъня ще му нанесе поражения в жива сила. Късният час е избран от генерал-лейтенант Павел Зотов поради опасението от евентуален неуспех, при който няма да се позволи на противникът да развие успеха си.
Атаката започва по план в 15 часа, но околната местност с избуяла царевица скриват разположението на редутите. Оказва се, че никой не знае за съществуването на северния редут Баш табия и е останал незасегнат от артилерията. Канлъ табия, макар и засегнат, е частично възстановен. Румънската пехота овладява първите окопи пред него и след кратка почивка се атакува самия редут. Убийственият огън от двата редута поваля румънските редици и в боя са хвърлени нови свежи части. Единственият резултат обаче си оставя овладяването на окопите пред редута. Предприети са общо три атаки, но и трите пъти румънците са отблъснати.
Към 19 часа румънците предприемат четвърта атака, когато от юг на помощ идват 17-и Архангелогородски пехотен полк и 18-и Вологодски пехотен полк. На 600 м от противника, се развръщат в боен ред и атакуват от юг първите окопи. Водени са лично от полковник Николай Шлитер командир на 17-и Архангелогородски пехотен полк и генерал-майор Родионов, русите избиват всички османските защитници в предните окопи и нападат редута. Въпреки хлъзгавата повърхност, поради падналия дъжд, те се изкачват по бруствера и влизат в него. Убит е полковник Николай Шлитер и е ранен генерал-майор Родионов.
Заедно с русите, от изток в редута нахлуват румънците. Във вътрешността на Канлъ табия започва ожесточен ръкопашен бой. Действа се с щикове и приклади, а изстрели се чуват рядко. От османците оцеляват само тези, които навреме избягват в Баш табия. Така в 19:30 часа е превзет редута „Канлъ табия“, като са взети като трофеи едно знаме, три далекобойни оръдия и много пушки и патрони.
Руските загуби са около 1000 убити и ранени офицери и войници, а румънските над 1300 офицери и войници. Въпреки постигнатия частичен успех, положението остава неблагоприятно, поради пушечната стрелба от близко разположения редут „Баш табия“. Атакуващите батальони обаче са силно разстроени, за да предприемат атака срещу него. Обратно на това, през нощта на 31 август османците правят три опита да си върнат редута, но са отбити.

### Действия на центъра
За действие в центъра са разположени 30 батальона и 152 оръдия под командването на генерал-лейтенант Евгений Крилов. Съгласно общия план за действие, 63-ти Углицки пехотен полк и 64-ти Казански пехотен полк трябва да атакуват в 15 часа „Омар бей табия“ и траншеите около редута. Командирите, които ще водят войниците, нямат ясна представа за точното разположение на врага. Полковете са развърнати на изходни позиции още в 11 часа и това привлича вниманието на османските артилерия от съседните редути, която започва да ги обстрелва.
Полковник Михаил Тихменев решава да придвижи напред първи батальон на 63-ти Углицки пехотен полк напред, за да го предпази от снарядите, като това е взето от останалите му батальони за начало на атаката. Самостоятелната атака е несъобразена с общия план и завършва с пълна катастрофа. Подложен на кръстосан огън, полкът губи напразно над 1200 офицери и войници и отстъпва. От оцелелите впоследствие е съставен едва един батальон, който е оставен в резерв.
Атаката увлича съседния 117-и Ярославски пехотен полк, който също предприема настъпление, но то съвпада с отстъплението на първите. Задържат се един час пред Омар бей табия и също отстъпват. За прикритие на отстъплението им са въвлечени в боя три роти от 118-и Шуйски пехотен полк. Тази безредна атака струва половината състав на полковете.
Съгласно общия план в 15 часа е започната втората за деня атака на османските позиции от 64-ти Казански и 118-и Шуйски пехотни полкове. Успяват да овладеят първия ред траншеи и започва престрелка с противника, заседнал във втория и третия ред. За постигането на по-добри резултати са нужни подкрепления и въпреки че такива има, не са изпратени. Двата полка започват отстъпление загубили общо около 1200 офицери и войници.
Трети опит за превземането на Омар бей предприема 124-ти Воронежки пехотен полк, но се стига само до нови загуби. Последен четвърти опит, отново неуспешен, прави и 20-и Галицки пехотен полк.
Действията в центъра са пълна катастрофа. Липсата на единодействие води до четири разпокъсани, самостоятелни атаки, като загубите са 102 офицери и 4227 войника. Голяма част от телата на убитите войници, намиращи се в близост до османските позиции, остават непогребани на бойното поле чак до 28 ноември. Едва след като Осман паша се предава са изпратени команди да съберат и погребат разложените тела на своите другари.

### Действия на левия фланг
За действия на левия фланг са заделени най-малко части от 22 батальона, 25 ескадрона, 80 пеши и 18 конни оръдия. Единствено тук, под командването на генерал-майор Михаил Скобелев, е постигнат сериозен успех. Постепенно, с поредица от атаки е овладян пътя за Ловеч, село Брестовец и първия и втория гребен на „Зелените хълмове“. Решава да превземе и третия гребен и по този начин да установи контакт в центъра с частите на генерал-лейтенант Евгений Крилов.
Първата линия се вдигат в атака, но под дъжда от куршуми настъплението им се задъхва. Изпратено е оскъдно подкрепление и точно тогава османците се вдигат на контраатака. Започва яростна и безмилостна ръкопашна схватка. Силите на противниците са изравнени и генерал-майор Михаил Скобелев включва в битката последния резерв – себе си. На белия си кон и в бял кител (затова е наричан от врага Ак паша – Белият генерал), заедно с щаба и щабния конвой се хвърля в разгара на боя. Османците не издържат и побягват към близкия редут. Руските полкове нахлуват в редута „Кованлък“, като незабавно атакуват и съседния редут „Исса ага“, но безуспешно. Следва османска контраатака, отблъсната от руските батальони в Кованлък. Бягащите османски части предават паниката си на защитниците на Исса ага. Забелязвайки това, в 17,30 часа генерал-майор Михаил Скобелев със слаби подкрепления от отстъпили в първите атаки сборни команди, напада от три страни редута Исса ага и го превзема в 18 часа.
С това и последното османско укрепление пред Плевен на левия фланг на фронта пада в руски ръце. С превземането на двата редута османско командване изпада в крайно тежко положение. Войските на генерал-майор Михаил Скобелев се забиват като клин в османска отбрана. Сега е достатъчно в пробива да бъдат хвърлени свежи сили, а такива има – 24 батальона от десния фланг и 18 батальона от центъра. В този критичен момент обаче командващият румънския княз крал Карол и генерал-лейтенант Павел Зотов преценяват, че тежките загуби са изчерпали напълно настъпателните способности на войските. Решено е да се удържи само Гривишкия редут, а на генерал-майор Михаил Скобелев е изпратено съобщение да не разчита на подкрепления. Ако смята, че не може да удържи завзетите редути – да отстъпи. Тази нерешителност позволява на Осман още през нощта на 30 – 31 август да започне серия от атаки срещу двата редута. Отбити са с тежки загуби за османците, като при една от тях отстъпващите редици се сблъскват с идващите им на помощ резерви, вземат се взаимно за руси и се самоизбиват. През деня на 31 август са отбити нови четири атаки, като започва последна пета. Петата атака е поведена с голямо зелено знаме – знамето на пророка. Това означава, че османците няма да отстъпят и ще се бият до смърт. Генерал-лейтенант Евгений Крилов изпраща на генерал-майор Михаил Скобелев на своя отговорност за прикритие на очакваното отстъплението 118-и Шуийският пехотен полк. По-късно е изпратен и 120-и Серпуховски пехотен полк. Отрядът на генерал-майор Михаил Скобелев отстъпва на втория гребен на Зелените хълмове, а противникът си възвръща редутите Кованлък и Исса ага.

#### Интересни факти
Паметна остава смъртта на командира на рота капитан Фьодор Горталов. При превземането на редута Кованлък генерал-майор Михаил Скобелев го назначава за негов комендант с молбата да не отстъпва редута. Офицерът дава честна дума, че с живота си ще брани докрай поверения му редут и като човек на честта я отстоява с живота си, дори при възможността да изпълни заповедта за оттегляне. При всеобщото отстъпление на левия фланг на 31 август, капитан Фьодор Горталов остава със своите войници и брани поверения му редут. Шепа храбреци доброволно приемат саможертвата и защитават редута докрай. При 6-ата атака капитан Фьодор Горталов е намушкан от османците, които вдигат тялото му на щиковете. Загива със сабя в ръка на бруствера. Така не дочаква повишението в звание майор и наградата орден „Свети Георги“ IV степен, присъдена му още преживе за серия от подвизи. Днес в негова чест е именувано село Горталово край Плевен.

## Резултати
Руските загуби в третата атака на Плевен са 2 генерала, 295 офицери и 12 471 войници, на румънците – около 3000 офицери и войници и на османците е около 3000 офицери и войници. Поражението оказва изключително силен негативен ефект върху руското командване. Убедени в безсмислието на фронталните атаки на вражеските укрепления, командването извиква на помощ героя от обсадата на Севастопол – генералът от инженерните войски Едуард Тотлебен. Още с пристигането си, макар и болен, Тотлебен поема командването и заявява: „Четвърта атака на Плевен няма да има“. Под негово командване започва методично изграждане на пълната обсада на Плевен, която ще доведе до капитулацията на османски гарнизон на 28 ноември/10 декември 1877 г.

## Загуби

### Руски загуби
Таблица на руските загуби в периода 26 – 31 август (7 – 12 септември) 1877 г.
| военно подразделение                | убити                | убити                | изчезнали            | ранени               | ранени               | общо                 | общо                 |
| военно подразделение                | офицери              | нисши чинове         |                      | офицери              | нисши чинове         | офицери              | нисши чинове         |
| 4-ти армейски корпус                | 4-ти армейски корпус | 4-ти армейски корпус | 4-ти армейски корпус | 4-ти армейски корпус | 4-ти армейски корпус | 4-ти армейски корпус | 4-ти армейски корпус |
| ----------------------------------- | -------------------- | -------------------- | -------------------- | -------------------- | -------------------- | -------------------- | -------------------- |
| 61-ви Владимирски пехотен полк      | 8                    | 200                  | 114                  | 28                   | 893                  | 36                   | 1207                 |
| 62-ри Суздалски пехотен полк        | 4                    | 149                  | 243                  | 19                   | 745                  | 23                   | 1137                 |
| 63-ти Углицки пехотен полк          | 2                    | 124                  | 180                  | 20                   | 891                  | 22                   | 1195                 |
| 64-ти Казански пехотен полк         | 1                    | 85                   | 124                  | 22                   | 450                  | 23                   | 659                  |
| 16-а артилерийска бригада           | -                    | 13                   | -                    | 9                    | 44                   | 9                    | 57                   |
| 117-и Ярославски пехотен полк       | 9                    | 118                  | 320                  | 17                   | 584                  | 26                   | 1022                 |
| 118-и Шуйски пехотен полк           | -                    | 40                   | 88                   | 16                   | 302                  | 16                   | 430                  |
| 119-и Коломенски пехотен полк       | -                    | -                    | -                    | -                    | -                    | -                    | -                    |
| 120-и Серпуховски пехотен полк      | -                    | -                    | -                    | -                    | -                    | -                    | -                    |
| 30-а артилерийска бригада           | 1                    | 1                    | -                    | 3                    | 28                   | 4                    | 29                   |
| 9-и армейски корпус                 |                      |                      |                      |                      |                      |                      |                      |
| 17-и Архангелогородски пехотен полк | -                    | 100                  | 2                    | 6                    | 355                  | 6                    | 461                  |
| 18-и Вологодски пехотен полк        | 2                    | 56                   | 73                   | 11                   | 414                  | 13                   | 543                  |
| 20-и Галицки пехотен полк           | -                    | 16                   | 14                   | 7                    | 146                  | 7                    | 176                  |
| 5-а артилерийска бригада            | 2                    | 2                    | -                    | 4                    | 39                   | 6                    | 41                   |
| 121-ви Пензенски пехотен полк       | -                    | 2                    | 1                    | 1                    | 15                   | 1                    | 18                   |
| 122-ри Тамбовски пехотен полк       | -                    | 1                    | -                    | 1                    | 12                   | 1                    | 13                   |
| 123-ти Козловски пехотен полк       | -                    | -                    | -                    | 2                    | 30                   | 2                    | 30                   |
| 124-ти Воронежки пехотен полк       | 3                    | 238                  | 116                  | 12                   | 471                  | 15                   | 825                  |
| 31-ва артилерийска бригада          | -                    | 5                    | -                    | -                    | 22                   | -                    | 27                   |
| 2-ра пехотна дивизия                |                      |                      |                      |                      |                      |                      |                      |
| 5-и Калужки пехотен полк            | 2                    | 175                  | -                    | 14                   | 632                  | 16                   | 807                  |
| 6-и Либавски пехотен полк           | 4                    | 222                  | -                    | 8                    | 372                  | 12                   | 594                  |
| 7-и Ревелски пехотен полк           | 3                    | 197                  | -                    | 11                   | 666                  | 14                   | 863                  |
| 8-и Естляндски пехотен полк         | 5                    | 126                  | -                    | 15                   | 1371                 | 20                   | 1497                 |
| 2-ра артилерийска бригада           | 1                    | 9                    | -                    | 6                    | 60                   | 7                    | 69                   |
| 3-та артилерийска бригада           | 1                    | 3                    | -                    | -                    | 26                   | 1                    | 29                   |
| 3-та стрелкова бригада              |                      |                      |                      |                      |                      |                      |                      |
| 9-и батальон                        | 2                    | 47                   | 18                   | 5                    | 241                  | 7                    | 306                  |
| 10-и батальон                       | 1                    | 50                   | -                    | 5                    | 132                  | 6                    | 182                  |
| 11-и батальон                       | -                    | 18                   | 11                   | 2                    | 157                  | 2                    | 186                  |
| 12-и батальон                       | 1                    | 9                    | 11                   | 7                    | 112                  | 8                    | 132                  |
| Кавказка казашка бригада            |                      |                      |                      |                      |                      |                      |                      |
| 2-ри Кубански казашки полк          | -                    | 1                    | -                    | -                    | -                    | -                    | 1                    |
| Владикавказски казашки полк         | -                    | 2                    | -                    | 3                    | 7                    | 3                    | 9                    |
| ОБЩО                                | 52                   |                      |                      |                      |                      |                      |                      |

### Загинали офицери в периода 26 – 31 август 1877 г.
| №                                   | чин           | имена                                   | убит/починал      | допълнителни данни                                                             | препратка                                           |
| ----------------------------------- | ------------- | --------------------------------------- | ----------------- | ------------------------------------------------------------------------------ | --------------------------------------------------- |
| 1                                   | генерал-майор | Владимир Александрович Тебякин          | убит на 31 август | командир на бригада, загива от разрив на снаряд                                |                                                     |
| 61-ви Владимирски пехотен полк      |               |                                         |                   |                                                                                |                                                     |
| 2                                   | майор         | Федор Матвеевич Горталов                | убит              | командир на 3-та рота                                                          |                                                     |
| 3                                   | щабскапитан   | Иван Дробышевский                       | убит              | командир на 8-а рота                                                           |                                                     |
| 4                                   | щабскапитан   | Вильхельм Горновский                    | убит              |                                                                                |                                                     |
| -                                   | щабскапитан   | Дмитрий Щербачев                        | починал от раните |                                                                                |                                                     |
| 5                                   | поручик       | Константин Щербачев                     | убит              | командир на 6-а рота                                                           |                                                     |
| 6                                   | подпоручик    | Николай Лавров                          | убит              |                                                                                |                                                     |
| 7                                   | подпоручик    | Николай Баратынский                     | убит              |                                                                                |                                                     |
| 8                                   | подпоручик    | Василий Шарепо-Лапицкий                 | убит              |                                                                                |                                                     |
| 9                                   | прапорщик     | Ростислав Сомов                         | убит              |                                                                                |                                                     |
| 10                                  | прапорщик     | Осмаловский                             | убит              |                                                                                |                                                     |
| 62-ри Суздалски пехотен полк        |               |                                         |                   |                                                                                |                                                     |
| 11                                  | майор         | Федор Оссовский                         | убит              |                                                                                |                                                     |
| 12                                  | щабскапитан   | Павел Балышев                           | убит              |                                                                                |                                                     |
| 13                                  | прапорщик     | Александр Александров                   | убит              |                                                                                |                                                     |
| 63-ти Углицики пехотен полк         |               |                                         |                   |                                                                                |                                                     |
| 14                                  | капитан       | Алексей Николаевич княз Девлет-Кильдеев | убит на 30 август | командир на 1-ва стрелкова рота                                                |                                                     |
| 15                                  | прапорщик     | Евгений Томарович                       | убит на 30 август | младши офицер                                                                  |                                                     |
| 16                                  | поручик       | Владимир Николаевич Сайбут-Романович    | починал от раните | командир на3-та стрелкова рота, умира на 3 септември                           |                                                     |
| 64-ти Казански пехотен полк         |               |                                         |                   |                                                                                |                                                     |
| 17                                  | поручик       | Николай Александрович Корсаков          | убит на 30 август | адютант на 2 батальон                                                          |                                                     |
| 18                                  | майор         | Андрей Александрович Полубинский        | починал от раните | младши щабен офицер от 2-ри батальон, умира на 1 септември                     |                                                     |
| 16-а артилерийска бригада           |               |                                         |                   |                                                                                |                                                     |
| 19                                  | капитан       | Иван Луцианович Грабчинский             | починал от раните | офицер от 4-та батарея                                                         |                                                     |
| 117-и Ярославски полк               |               |                                         |                   |                                                                                |                                                     |
| 20                                  | майор         | Давид Василевич Соколов                 | убит на 30 август |                                                                                |                                                     |
| 21                                  | щабскапитан   | Иларион Львович Прокофев                | убит на 30 август |                                                                                |                                                     |
| 22                                  | поручик       | Казимир Болеславович Аренд 2-ри         | убит на 30 август |                                                                                |                                                     |
| 23                                  | поручик       | Антон Олич Захаров                      | убит на 30 август |                                                                                |                                                     |
| 24                                  | подпоручик    | Адам Михайлович Свидерский              | убит на 30 август |                                                                                |                                                     |
| 25                                  | подпоручик    | Виниамин Петрович Перекрестов           | убит на 30 август |                                                                                |                                                     |
| 26                                  | подпоручик    | Волков                                  | убит на 30 август | командирован от 11-и Фанагорийски пехотен полк                                 |                                                     |
| 27                                  | подпоручик    | Шестковский                             | изчезнал          | командирован от 15-и Шлиселбургски пехотен полк                                |                                                     |
| 28                                  | прапорщик     | Франц Йосифович Статкевич               | убит на 30 август |                                                                                |                                                     |
| 30-а артилерийска бригада           |               |                                         |                   |                                                                                |                                                     |
| 29                                  | полковник     | Василий Василиевич Гудима               | убит на 26 август | командир на 1-ва батарея                                                       |                                                     |
| 17-и Архангелогородски пехотен полк |               |                                         |                   |                                                                                |                                                     |
| 30                                  | полковник     | Николай Петрович Шлитер                 | починал от раните | командир на полк, умира на 2 септември                                         |                                                     |
| 31                                  | капитан       | Иван Мухин                              | починал от раните | командир на 7-а рота, погребан в Свищов                                        |                                                     |
| 32                                  | щабскапитан   | Иван Черняков                           | починал от раните | командир на 8-а рота, погребан в Свищов                                        |                                                     |
| 33                                  | прапорщик     | Гаврилов                                | убит на 31 август | младши офицер                                                                  |                                                     |
| 18-и Вологодски пехотен полк        |               |                                         |                   |                                                                                |                                                     |
| 34                                  | майор         | Михаил Кольчевский                      | убит на 30 август |                                                                                | Архив на оригинала от 2017-02-02 в Wayback Machine. |
| 35                                  | капитан       | Иван Давыдов                            | починал от раните |                                                                                |                                                     |
| 36                                  | поручик       | Василий Огдовлев                        | убит на 30 август | командирован от 7-и гренадирски Самогидски полк                                |                                                     |
| 37                                  | подпоручик    | Керн                                    | починал от раните |                                                                                |                                                     |
| 5-а артилерийска бригада            |               |                                         |                   |                                                                                |                                                     |
| 38                                  | щабскапитан   | Николай Гурков                          | убит на 28 август | 3 батарея                                                                      |                                                     |
| 39                                  | поручик       | Николай Иванов 1-ви                     | убит на 28 август | 3 батарея                                                                      |                                                     |
| 124-ти Воронежки пехотен полк       |               |                                         |                   |                                                                                |                                                     |
| 40                                  | щабскапитан   | Николай Николаевич Гордиенко            | починал от раните | командир на 2-ра стрелкова рота                                                | Архив на оригинала от 2017-02-02 в Wayback Machine. |
| 41                                  | поручик       | Петр Павлович Синдоровский              | убит на 30 август | командир на 6-а рота                                                           | Архив на оригинала от 2017-02-02 в Wayback Machine. |
| 42                                  | поручик       | Василий Скарупа                         | починал от раните |                                                                                | Архив на оригинала от 2017-02-02 в Wayback Machine. |
| 43                                  | подпоручик    | Павел Александрович Добряков 3-ти       | убит на 30 август | младши офицер от 7-а рота                                                      | Архив на оригинала от 2017-02-02 в Wayback Machine. |
| 44                                  | подпоручик    | Василий Константинович Доброграев       | убит на 30 август |                                                                                | Архив на оригинала от 2017-02-02 в Wayback Machine. |
| 45                                  | юнкер         | Георгий Владимиров                      | убит на 30 август |                                                                                | Архив на оригинала от 2017-02-02 в Wayback Machine. |
| 46                                  | юнкер         | Феодор Очкасов                          | убит на 30 август |                                                                                | Архив на оригинала от 2017-02-02 в Wayback Machine. |
| 5-и Калужки пехотен полк            |               |                                         |                   |                                                                                |                                                     |
| 47                                  | капитан       | Иван Федорович Климантович              | убит на 27 автуст | командир на 7-а рота                                                           |                                                     |
| 48                                  | щабскапитан   | Андрей Карлович Карпович                | убит на 27 август | командир на 2-ра рота                                                          |                                                     |
| 6-и Либавски пехотен полк           |               |                                         |                   |                                                                                |                                                     |
| 49                                  | капитан       | Емилий Петрович Кнорринг                | убит на 30 август |                                                                                |                                                     |
| 50                                  | капитан       | Степан Иванович Лорис-Меликов           | убит на 30 август |                                                                                |                                                     |
| 51                                  | щабскапитан   | Степан Алексеевич Виноградов            | убит на 30 август |                                                                                |                                                     |
| 52                                  | подпоручик    | Василий Йосифович Герберский            | убит на 30 август |                                                                                |                                                     |
| 7-и Ревелски пехотен полк           |               |                                         |                   |                                                                                |                                                     |
| 53                                  | майор         | Ото Отович Торвиге                      | убит на 31 август | командир на 1-ви батальон, ранен в крака и убит от османците при отстъплението |                                                     |
| 54                                  | капитан       | Сергей Николаевич Матерно               | починал от раните |                                                                                |                                                     |
| 8-и Естляндски пехотен полк         |               |                                         |                   |                                                                                |                                                     |
| 55                                  | капитан       | Ерест Спув                              | убит              | командир на 1-ва рота                                                          |                                                     |
| 56                                  | капитан       | Михаил Александрович Кокшаров           | починал от раните | командир на 2-ра рота                                                          |                                                     |
| 57                                  | капитан       | Лев Прокопович                          | убит              | командир на 4-та рота                                                          |                                                     |
| 58                                  | прапорщик     | Венедикт Александров                    | починал от раните | младши офицер                                                                  |                                                     |
| 2-ра артилерийска бригада           |               |                                         |                   |                                                                                |                                                     |
| 59                                  |               |                                         |                   |                                                                                |                                                     |
| 3-та артилерийска бригада           |               |                                         |                   |                                                                                |                                                     |
| 60                                  | щабскапитан   | Константин Сергеевич Юрьев              | убит на 30 август | 6 батарея                                                                      |                                                     |
| 3-та стрелкова бригада              |               |                                         |                   |                                                                                |                                                     |
| 61                                  | генерал-майор | Владимир Михайлович Доброволски         | починал от раните | командир на бригада                                                            |                                                     |
| 62                                  | полковник     | Алексей Василиевич Салингре             | починал от раните | командир на 9-и стрелкови батальон                                             |                                                     |
| 63                                  | поручик       | Попов                                   | убит              | командир на 4-та рота от 10-и батальон                                         |                                                     |
| 64                                  | капитан       | Листов                                  | починал от раните | командир на 4-та рота от 11-и батальон                                         |                                                     |
| 65                                  | подпоручик    | Уманец                                  | убит              | командир на 2-ра рота от 12-и батальон                                         |                                                     |

## Паметници
| №  | паметник на | в памет на | местонахождение                                                                                                | изображения | изображения | изображения |
| -- | --- | --- | --- | ----------- | ----------- | ----------- |
| 1  | 5-и Калужки пехотен полк– капитан Климантович, щабскапитан Карпович и 127 нисши чина | 5-и Калужки пехотен полк– капитан Климантович, щабскапитан Карпович и 127 нисши чина | Плевен, Скобелев парк 43°23′58.3″ с. ш. 24°36′48.3″ и. д. / 43.399528° с. ш. 24.613417° и. д.                  |             |             |             |
| 2  | 6-и Либавски пехотен полк – капитани Кноринг и Лорис-Меликов, щабскапитан Виноградов, подпоручик Герберский и 45 нисши чина | 6-и Либавски пехотен полк – капитани Кноринг и Лорис-Меликов, щабскапитан Виноградов, подпоручик Герберский и 45 нисши чина | Плевен, Скобелев парк 43°23′58.2″ с. ш. 24°36′47.9″ и. д. / 43.3995° с. ш. 24.613306° и. д.                    |             |             |             |
| 3  | 7-и Ревелски пехотен полк – майор Торвиге и капитан Матерно | 7-и Ревелски пехотен полк – майор Торвиге и капитан Матерно | Плевен, Скобелев парк 43°23′57.8″ с. ш. 24°36′47.2″ и. д. / 43.399389° с. ш. 24.613111° и. д.                  |             |             |             |
| 4  | 7-и Ревелски пехотен полк – 155 нисши чина | 7-и Ревелски пехотен полк – 155 нисши чина | Плевен, Скобелев парк 43°23′57.8″ с. ш. 24°36′47.3″ и. д. / 43.399389° с. ш. 24.613139° и. д.                  |             |             |             |
| 5  | 8-и Естляндски пехотен полк – капитани Спуев, Прокопович и Кокшаров, прапорщик Александров | 8-и Естляндски пехотен полк – капитани Спуев, Прокопович и Кокшаров, прапорщик Александров | Плевен, Скобелев парк 43°23′57.8″ с. ш. 24°36′47.3″ и. д. / 43.399389° с. ш. 24.613139° и. д.                  |             |             |             |
| 6  | 8-и Естляндски пехотен полк – 125 нисши чина | 8-и Естляндски пехотен полк – 125 нисши чина | Плевен, Скобелев парк 43°23′57.8″ с. ш. 24°36′47.3″ и. д. / 43.399389° с. ш. 24.613139° и. д.                  |             |             |             |
| 7  | 61-ви Владимирски пехотен полк – 9 офицери 62-ри Суздалски пехотен полк – 4 офицери | 61-ви Владимирски пехотен полк – 9 офицери 62-ри Суздалски пехотен полк – 4 офицери | Плевен, Скобелев парк 43°23′57.4″ с. ш. 24°36′46.6″ и. д. / 43.399278° с. ш. 24.612944° и. д.                  |             |             |             |
| 8  | 61-ви Владимирски пехотен полк – 200 нисши чина 62-ри Суздалски пехотен полк – 189 нисши чина 4-ти Екатеринославски драгунски полк – 3 нисши чина 4-ти Харковски улански полк – 1 нисш чин 4-ти Донски казашки полк – 1 нисш чин | 61-ви Владимирски пехотен полк – 200 нисши чина 62-ри Суздалски пехотен полк – 189 нисши чина 4-ти Екатеринославски драгунски полк – 3 нисши чина 4-ти Харковски улански полк – 1 нисш чин 4-ти Донски казашки полк – 1 нисш чин | Плевен, Скобелев парк 43°23′57.6″ с. ш. 24°36′46.5″ и. д. / 43.399333° с. ш. 24.612917° и. д.                  |             |             |             |
| 9  | костница на 61-ви Владимирски пехотен полк 62-ри Суздалски пехотен полк 4-ти Екатеринославскидрагунски полк 4-ти Донски казашки полк                                                                                             | костница на 61-ви Владимирски пехотен полк 62-ри Суздалски пехотен полк 4-ти Екатеринославскидрагунски полк 4-ти Донски казашки полк                                                                                             | Плевен, Скобелев парк 43°23′57.3″ с. ш. 24°36′41.5″ и. д. / 43.39925° с. ш. 24.611528° и. д.                   |             |             |             |
| 10 | 2-ра артилерийска бригада – 9 нисши чина | 2-ра артилерийска бригада – 9 нисши чина | Плевен, Скобелев парк 43°23′58.1″ с. ш. 24°36′46.8″ и. д. / 43.399472° с. ш. 24.613° и. д.                     |             |             |             |
| 11 | 3-та артилерийска бригада – щабскапитан Юриев и 3 нисши чина | 3-та артилерийска бригада – щабскапитан Юриев и 3 нисши чина | село Брестовец, местност Сляпа Тученица 43°21′35.1″ с. ш. 24°36′43.2″ и. д. / 43.35975° с. ш. 24.612° и. д.    |             |             |             |
| 12 | 117-и Ярославски пехотен полк – 4 нисши чина 118 Шуйски полк – 9 нисши чина | 117-и Ярославски пехотен полк – 4 нисши чина 118 Шуйски полк – 9 нисши чина | село Брестовец, местност Сляпа Тученица 43°21′33.8″ с. ш. 24°36′43.2″ и. д. / 43.359389° с. ш. 24.612° и. д.   |             |             |             |
| 13 | 17-и Архангелогородски пехотен полк – полковник Шлитер | 17-и Архангелогородски пехотен полк – полковник Шлитер | село Гривица, местност Трапито 43°22′48.8″ с. ш. 24°43′44.6″ и. д. / 43.380222° с. ш. 24.729056° и. д.         |             |             |             |
| 14 | 17-и Архангелогородски пехотен полк – 280 нисши чина 5 артилерийска бригада – 5 артилеристи | 17-и Архангелогородски пехотен полк – 280 нисши чина 5 артилерийска бригада – 5 артилеристи | село Гривица, местност Кудренско бърдо 43°25′20.5″ с. ш. 24°41′06.6″ и. д. / 43.422361° с. ш. 24.685167° и. д. |             |             |             |
| 15 | 18-и Вологодски пехотен полк – майор Кольчевский, капитан Давыдов 2-ри, поручик Огдовлев и 147 нисши чина | 18-и Вологодски пехотен полк – майор Кольчевский, капитан Давыдов 2-ри, поручик Огдовлев и 147 нисши чина | село Гривица местност Детковица 43°25′24.8″ с. ш. 24°40′59.5″ и. д. / 43.423556° с. ш. 24.683194° и. д.        |             |             |             |
| 16 | 20-и Галицки пехотен полк – 16 нисши чина | 20-и Галицки пехотен полк – 16 нисши чина | Плевен, местност Стражата 43°22′44.2″ с. ш. 24°38′21.5″ и. д. / 43.378944° с. ш. 24.639306° и. д.              |             |             |             |
| 16 | 63-ти Углицки пехотен полк – 3 офицери 64-ти Казански пехотен полк – 4 офицери 16-а артилерийска бригада – 1 офицер | 63-ти Углицки пехотен полк – 3 офицери 64-ти Казански пехотен полк – 4 офицери 16-а артилерийска бригада – 1 офицер | Плевен местност Радишевски връх 43°23′13.2″ с. ш. 24°38′43.9″ и. д. / 43.387° с. ш. 24.645528° и. д.           |             |             |             |
| 17 | 63-ти Углицки пехотен полк – 305 нисши чина | 63-ти Углицки пехотен полк – 305 нисши чина | Плевен местност Радишевски връх 43°23′13.2″ с. ш. 24°38′43.9″ и. д. / 43.387° с. ш. 24.645528° и. д.           |             |             |             |
| 17 | 64-ти Казански пехотен полк – 93 нисши чина | | Плевен местност Радишевски връх 43°23′13.2″ с. ш. 24°38′43.9″ и. д. / 43.387° с. ш. 24.645528° и. д.           |             |             |             |
| 17 | 16-а артилерийска бригада – 17 артилеристи | | Плевен местност Радишевски връх 43°23′13.2″ с. ш. 24°38′43.9″ и. д. / 43.387° с. ш. 24.645528° и. д.           |             |             |             |
| 18 | 117-и Ярославски полк – майор Соколов, щабскапитан Прокофев, поручици Захаров, Аренд, подпоручици Перекрестов, Свидерский, Волков, Шестаковский и прапорщик Статкевич                                                            | 117-и Ярославски полк – майор Соколов, щабскапитан Прокофев, поручици Захаров, Аренд, подпоручици Перекрестов, Свидерский, Волков, Шестаковский и прапорщик Статкевич                                                            | Плевен местност Стражата                                                                                       |             |             |             |
| 19 | 117-и Ярославски пехотен полк – 111 нисши чина 118-и Шуйски пехотен полк – 42 нисши чина 30-а артилерийска бригада – 5 артилеристи                                                                                               | 117-и Ярославски пехотен полк – 111 нисши чина 118-и Шуйски пехотен полк – 42 нисши чина 30-а артилерийска бригада – 5 артилеристи                                                                                               | Плевен местност Стражата                                                                                       |             |             |             |
| 20 | 124-ти Воронежки пехотен полк – щабскапитан Гордиенко, поручици Синдоровский, Скарупа и 119 нисши чина | 124-ти Воронежки пехотен полк – щабскапитан Гордиенко, поручици Синдоровский, Скарупа и 119 нисши чина | село Радишево местност Стража 43°22′39.5″ с. ш. 24°39′47.2″ и. д. / 43.377639° с. ш. 24.663111° и. д.          |             |             |             |
| 21 | 124-ти Воронежки пехотен полк – подпоручици Добряков 3-ти, Доброграев, юнкери Владимиров, Очкасов и 124 нисши чина | 124-ти Воронежки пехотен полк – подпоручици Добряков 3-ти, Доброграев, юнкери Владимиров, Очкасов и 124 нисши чина | Плевен местност Радишевски връх 43°23′29.5″ с. ш. 24°38′35.9″ и. д. / 43.391528° с. ш. 24.643306° и. д.        |             |             |             |
| 22 | 16-а артилерийска бригада – капитан Грабчинский и 17 артилеристи | 16-а артилерийска бригада – капитан Грабчинский и 17 артилеристи | село Радишево 43°22′53.9″ с. ш. 24°39′33.6″ и. д. / 43.381639° с. ш. 24.659333° и. д.                          |             |             |             |
| 23 | 30-а артилерийска бригада – полковник Василий Гудима | 30-а артилерийска бригада – полковник Василий Гудима | село Пелишат 43°20′51.5″ с. ш. 24°47′21.9″ и. д. / 43.347639° с. ш. 24.789417° и. д.                           |             |             |             |
| 24 | 2-ра бригада от 9-а кавалерийска дивизия – генерал-майор Вилхем Олдекоп | 2-ра бригада от 9-а кавалерийска дивизия – генерал-майор Вилхем Олдекоп | село Славяново църква „Свети Николай“ 43°27′50.2″ с. ш. 24°52′17.2″ и. д. / 43.463944° с. ш. 24.871444° и. д.  |             |             |             |
| 25 | 2-ра бригада от 9-а кавалерийска дивизия – генерал-майор Вилхем Олдекоп | 2-ра бригада от 9-а кавалерийска дивизия – генерал-майор Вилхем Олдекоп | село Славяново църква „Свети Николай“ 43°27′50.1″ с. ш. 24°52′17.2″ и. д. / 43.463917° с. ш. 24.871444° и. д.  |             |             |             |

## Галерия
- император Александър II
- главнокомандуващ княз Николай Николаевич
- генерал-лейтенант Павел Зотов
- генерал-майор Владимир Доброволски, умира от раните
- генерал-майор Владимир Тебякин, убит от разрив на снаряд
- полковник Василий Гудима, убит от снаряд при Радишево
- полковник Николай Шлитер, смъртно ранен на Гривишки редут №1, умира от раната
- майор Фьодор Горталов, убит при атаката на редута Кованлък
- крал Карол I
- генерал Александру Чернат
- капитан Николае Мъръчиняну-Валтер, убит при атаката на Абдул Керим табия.
- майор Георге Шонцу, убит при атаката на Абдул Керим табия
- Румънски доробанци начело с капитан Мъръчиняну атакуват Абдул Керим табия.
- Султан Абдул Хамид II
- Осман паша